# تن‌فروشی در تایلند

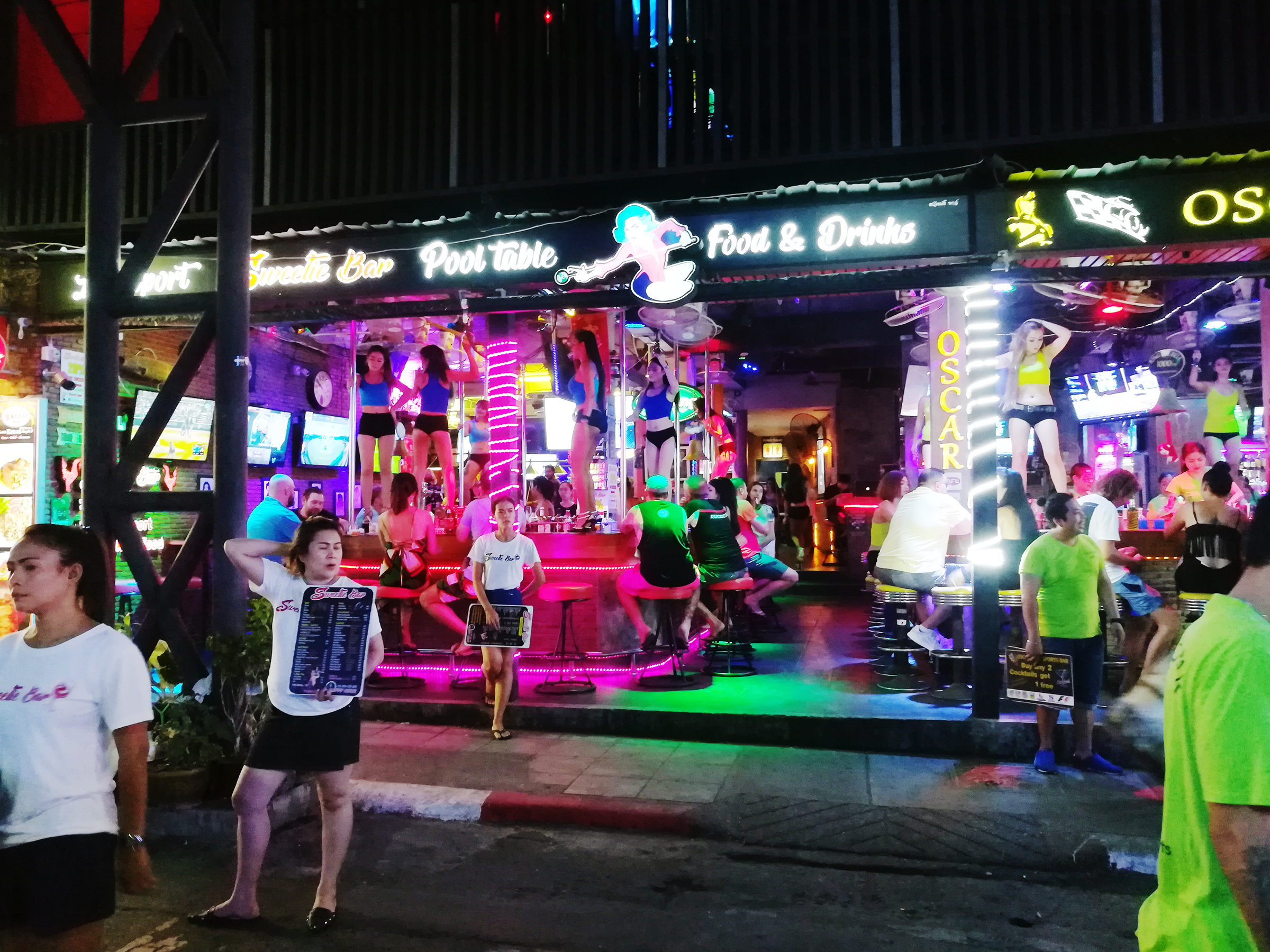
یک بار در پاتونگ

تن‌فروشی در تایلند (انگلیسی: Prostitution in Thailand) به خودی خود غیرقانونی نیست، اما درخواست عمومی برای فحشا در صورتی که «علنی و بی شرمانه» انجام شود یا «باعث ایجاد مزاحمت برای عموم شود» ممنوع است. تن‌فروشی در تایلند ناشی از فقر، سطح پایین آموزش و کمبود شغل در مناطق روستایی است. روسپی‌ها بیشتر از شمال شرقی (ایسان) تایلند، از اقلیت‌های قومی یا کشورهای همسایه، به ویژه کامبوج، میانمار، و لائوس می‌آیند. در سال ۲۰۱۹، برنامه مشترک سازمان ملل متحد در مورد HIV/AIDS (UNAIDS) جمعیت کل کارگران جنسی در تایلند را ۴۳۰۰۰ نفر تخمین زد. تایلند منبع، مقصد و کشور ترانزیت مردان، زنان و کودکانی است که در معرض قاچاق جنسی قرار دارند. صنعت سکس تجاری تایلند همچنان گسترده است و آسیب‌پذیری‌ها را برای قاچاق جنسی افزایش می‌دهد. زنان، مردان، پسران و دختران تایلند، سایر کشورهای آسیای جنوب شرقی، سریلانکا، روسیه، ازبکستان و برخی کشورهای آفریقایی در تایلند مورد قاچاق جنسی قرار می‌گیرند. تایلند همچنین یک کشور ترانزیت برای قربانیانی است که از چین، کره شمالی، ویتنام، بنگلادش، هند و برمه در معرض قاچاق جنسی در کشورهایی مانند مالزی، اندونزی، سنگاپور، روسیه، کره جنوبی، ایالات متحده و کشورهای غربی قرار دارند. اروپا اتباع تایلندی در تایلند و در کشورهای آمریکای شمالی، اروپا، آفریقا، آسیا و خاورمیانه در معرض قاچاق جنسی قرار دارند.
تایلند چندین قانون علیه قاچاق انسان وضع کرده است. اینها شامل قانون مبارزه با قاچاق انسان در سال ۲۰۰۸، قانون مبارزه با قاچاق انسان در سال ۱۹۹۷، است. تایلند همچنین قراردادهای منطقه‌ای را علیه قاچاق انسان منعقد کرده است. سازمان کارگران جنسی تایلند EMPOWER نگرانی‌های متعددی را در مورد قانون ۲۰۰۸ ابراز کرده است. این نگرانی‌ها شامل این است که قانون به پلیس اجازه می‌دهد تا بدون مجوز وارد مؤسسات جنسی ادعایی شود، فقدان کمک‌های اجتماعی ارائه‌شده به قربانیان، بازگرداندن اجباری به کشور، و در نتیجه تقسیم بین سازمان‌های غیردولتی که ادعای مخالفت با قاچاق جنسی را دارند و سازمان‌هایی که از خود کارگران جنسی حمایت می‌کنند. سازمان‌های کارگران جنسی در تایلند به شدت با عملیات «نجات» که منجر به دستگیری بزرگسالانی که آزادانه وارد صنعت سکس شده‌اند، از امرار معاش محروم می‌شوند یا مشمول اخراج می‌شوند، مخالفت کرده‌اند.
یک باند قاچاق جنسی در اکتبر ۲۰۱۴ در شهر جنوبی پاتایا دستگیر شد.